# أمريكا (فريق روك)
أمريكا (بالإنجليزية: America)‏ هو فريق لموسيقى الروك تشكل في لندن عام 1970، على يد ديوي بونيل ودان بيك وجيري بيكلي. التقى الثلاثي كأبناء أفراد القوات الجوية الأمريكية المتمركزة في لندن، حيث بدأوا في التعاون، وحقق الثلاثي شهرة كبيرة في السبعينيات، واشتهر بتناغمه الصوتي وعزف موسيقى الروك الشعبي الخفيفة (بالإنجليزية: Light acoustic folk rock)‏. أصدر الفريق سلسلة من الألبومات والأغاني الناجحة، وانتشر الكثير منها على محطات موسيقى البوب / الروك الناعم (بالإنجليزية: Pop/soft rock)‏.
تكوّن الفريق بعد فترة وجيزة من تخرج الأعضاء من المدرسة الثانوية، وصدر ألبومهم الأول عام 1971 تحت عنوان «أمريكاAmerica»، وتضمن الألبوم أغنية «فرس بلا اسم A horse with no name»، واغنية «احتاج اليك I need you»، وحققت أغاني هذا الألبوم الأول نجاح كبير حول العالم.

## أعضاء الفريق
جيري بيكلي Gerry Beckley: غناء رئيسي ودعم وكيبورد (لوحات مفاتيح) وجيتار وباس وهارمونيكا (من عام 1970 إلى الوقت الحاضر)
ديوي بونيل Dewey Bunnell: غناء رئيسي ومساند وجيتار وإيقاع (من عام 1970 إلى الوقت الحاضر)
دان بيك Dan Peek: غناء رئيسي ومساند وجيتار وكيبورد (لوحات مفاتيح) وهارمونيكا (من عام 1970- إلى عام 1977، توفي 2011).

## البومات الفريق
18 ألبوم (تسجيل استوديو)
10 ألبومات (تجميعات اغانيهم)
7 ألبومات (تسجيل حي من المسرح)

## وصلات خارجية
امريكا (فريق روك) على موقع IMDb (الإنجليزية)
- امريكا (فريق روك) على موقع ميوزك برينز (الإنجليزية)
- امريكا (فريق روك) على موقع أول ميوزيك (الإنجليزية)
- امريكا (فريق روك) على موقع ديسكوغز (الإنجليزية)